# 岩間インターチェンジ
岩間インターチェンジ（いわまインターチェンジ）は、茨城県笠間市押辺にある、常磐自動車道のインターチェンジ。笠間市の東南部に位置し、笠間市南部、小美玉市方面への最寄りとなるインターチェンジ。
当ICより三郷JCT方面は、2023年（令和5年）3月28日から桜土浦IC迄の間が最高速度110km/h区間となっている。

## 歴史
- 1984年（昭和59年）3月27日：千代田石岡IC - 那珂IC間開通に伴い、供用開始[1]。

## 周辺
- 東京大学大学院農学生命科学研究科 高等動物教育研究センター・附属牧場
- 茨城県農業総合センター
- 岩間工業団地
- ボートピア岩間
- 岩間駅（JR東日本・常磐線）

## 道路
- E6 常磐自動車道（8番）

## 接続する道路
- 直接接続
  - 茨城県道43号茨城岩間線

## 料金所
- ブース数：6

### 入口
- ブース数：3
  - ETC専用：1
  - ETC・一般：1
  - 一般：1

### 出口
- ブース数：3
  - ETC専用：1
  - ETC・一般：1
  - 一般：1

## 隣
E6 常磐自動車道
(7)千代田石岡IC - (7-1)石岡小美玉SIC - 美野里PA - (8)岩間IC - (8-1)友部SA/SIC - (8-2)友部JCT - (9)水戸IC